# Live Between Us
Albums de The Tragically Hip
Trouble at the Henhouse
(1996) Phantom Power
(1998)
Live Between Us est un album du groupe rock canadien The Tragically Hip paru en 1997.
Il a été no 1 au Canada en juin 1997.

## Liste des titres
| No  | Titre                  | Durée |
| --- | ---------------------- | ----- |
| 1.  | Grace, Too             | 6:18  |
| 2.  | Fully Completely       | 4:11  |
| 3.  | Springtime in Vienna   | 4:27  |
| 4.  | Twist My Arm           | 4:05  |
| 5.  | Gift Shop              | 5:09  |
| 6.  | Ahead By A Century     | 5:25  |
| 7.  | The Luxury             | 4:08  |
| 8.  | Courage                | 5:08  |
| 9.  | New Orleans Is Sinking | 6:22  |
| 10. | Don't Wake Daddy       | 5:30  |
| 11. | Scared                 | 5:00  |
| 12. | Blow At High Dough     | 4:54  |
| 13. | Nautical Disaster      | 5:31  |
| 14. | The Wherewithal        | 4:14  |